# RFI Roumanie
Pour les articles homonymes, voir RFI.
RFI Roumanie (nom officiel en roumain : RFI România) est la filiale roumaine du groupe Radio France internationale. Elle fut fondée dans les années 1990. 
Elle couvre la Roumanie et la Moldavie sur 7 fréquences FM : 
Cluj - Napoca : 91.7 FM (pour les judeţe de Sălaj, Cluj et Bihor (Nord) 
Craiova : 94 FM (pour les alentours de Craiova)
Sibiu : 89 FM (pour les judeţe de Sibiu, Alba et Hunedoara)
Iaşi : 97.9 FM (pour l'Ouest de la Moldavie)
Bucarest : 93.5 FM (pour Bucarest et les alentours à 100 KM autour de Bucarest)
Timişoara : 96.9 FM (pour Timişoara  et l'est de la Hongrie et de la Serbie)
Chişinău : 107.3 FM (pour le reste de la Moldavie et l'Ukraine)